# Trebljenje
Trebljenje (nemško Trieblach) je naselje v Občini Šmarjeta v Rožu v Okraju Celovec-dežela na Koroškem v Avstriji.